# Dalbergia velutina
Dalbergia velutina är en ärtväxtart som beskrevs av George Bentham. Dalbergia velutina ingår i släktet Dalbergia, och familjen ärtväxter.

## Underarter
Arten delas in i följande underarter:
- D. v. maingayi
- D. v. maingayii
- D. v. velutina